# John Tinsley Oden
John Tinsley Oden (Alexandria, Luisiana, 25 de dezembro de 1936) é um engenheiro estadunidense, especialista em mecânica computacional.
É professor de engenharia aeroespacial, de engenharia mecânica e de matemática na Universidade do Texas em Austin.
Em 2008 foi eleito Academia de Artes e Ciências dos Estados Unidos.

## Livros
- Finite Elements of Nonlinear Continua, Dover Publications, 2006.
- An Introduction to the Mathematical Theory of Finite Elements, with J. N. Reddy, John Wiley & Sons Inc., 1976.
- Applied Functional Analysis, Prentice Hall, 1979.
- Mechanics of Elastic Structures, 2nd ed., with E. A. Ripperger, McGraw-Hill Inc., 1981.
- Finite Elements in Fluids, volume 2, with O. C. Zienkiewicz, R. H. Gallagher, and C. Taylor, John Wiley & Sons, New York, 1976.
- Finite Elements in Fluids, volume 4 with R. H. Gallagher, D. N. Norrie, and O. C. Zienkiewicz, Wiley, Chichester, 1982.
- Finite Elements in Fluids, volume 6, with R. H. Gallagher, G. F. Carey, and O.C. Zienkiewicz, Wiley, Chichester, 1985.
- State of the Art Survey in Computational Fluid Mechanics, with A. K. Noor, ASME, 1988.
- Computational Methods in Nonlinear Mechanics, North-Holland, Amsterdam, 1980.